# 藤田幸希
藤田 幸希（ふじた さいき、1985年11月22日 - ）は、日本の女子プロゴルファー。静岡県沼津市出身。所属はTOSHIN→チェリーゴルフ（2015年1月から）。
2016年シーズンより、藤田幸希の登録名を「藤田さいき」と、ひらがな表記に変更した。

## 来歴
14歳の時に、トップアマである父・藤田健の影響で本格的にゴルフを始める。4人きょうだいの末っ子で、次兄・藤田勇樹もプロゴルファーである（プロデビューは幸希のほうが先）。小学校入学直前に父の故郷である栃木県鹿沼市の隣の宇都宮市に転居。
中学2年までは水泳部に所属しオフは陸上部にも顔を出した。宇都宮市立陽西中学校卒業後、県内の強豪高校へ進学したが電車通学で父から指導を受ける時間がなくなり、ゴルフが下手になる懸念から自主退学し、国際情報ビジネス専門学校高等課程に転校し卒業した。在学中の2003年、関東高校ゴルフ優勝。卒業後は栃木県内のゴルフ場で練習生として勤務する。2004年よりQTに挑戦し、2006年プロテスト実技試験免除でプロ入会。2010年の第43回日本女子プロゴルフ選手権で優勝し、日本メジャー大会初制覇を果たすなど、これまでに日本女子ツアー通算5勝。2006年から2017年まで12年連続賞金シード権を獲得。2018年は賞金ランキング51位に終わり連続シードは途絶え、2019年も賞金ランキング60位に終わりシード奪還はならなかった。同年の最終QTを27位で終え、2020年シーズン前半戦の出場権は確保した。2020-21年シーズンは、第2戦のNEC軽井沢72ゴルフトーナメントで2位タイに入る等、8戦でトップ10入りを果たし、賞金ランキング28位で3年ぶりにシードを奪還した。

## 人物
2006年・2007年JLPGAツアープロミスレディスゴルフトーナメント連覇。宮里藍と同組になった際の「ギャラリーがいっぱいつきますよね。ゴルフでダメなら見た目では負けないぞ。（中略）何なら全部脱ぎますけど」と発言し話題になったことがある。ちなみにその宮里藍・横峯さくらと同い年で、上田桃子は1歳下、有村智恵と誕生日が同じ（藤田が2歳上）である。パーソナルカラーは青。
フィギュアスケートで活躍中の安藤美姫に似ていることから、一部マスコミからはミキティと呼ばれている（藤本美貴に似ているからという説もある）。
週刊パーゴルフにて「幸希まちっく」という連載コラムを持っていた。その記事の中で岡田伊津美プロと仲が良いと語っている。岡田プロからは「チャー」と呼ばれている。
2008年ゴルフ5レディスプロゴルフトーナメントで優勝。最終日、全英女子オープンチャンピオンの申智愛に競り勝った。
2011年11月22日に一般人男性と結婚。入婿のため姓は変わらず。
2022年、フジサンケイレディスクラシック1日目の17番でツアー通算6度目のホールインワンを決めた。通算6度のホールインワンは史上最多タイ。大王製紙エリエールレディスオープンで2011年富士通レディース以来、1988年のツアー制度施行後2番目のブランク優勝となる11年35日ぶりに優勝した。

## 契約先
- クラブ - ホンマ（2015年まで）
- ボール - ホンマ（2015年まで）→タイトリスト（2016年）
- ウェア - ブラック＆ホワイト
- シューズ - フットジョイ

## 年度別成績
| 年 度       | 出場試合数 | 獲得賞金     | 賞金順位 | 最高成績 |
| ----------- | ---------- | ------------ | -------- | -------- |
| 2005年      | 13試合     | 549万4400円  | 76位     | 4位T     |
| 2006年      | 30試合     | 3123万5370円 | 24位     | 優勝     |
| 2007年      | 31試合     | 3234万8971円 | 26位     | 優勝     |
| 2008年      | 30試合     | 3171万9535円 | 29位     | 優勝     |
| 2009年      | 30試合     | 2637万8850円 | 34位     | 3位T     |
| 2010年      | 32試合     | 6450万2115円 | 10位     | 優勝     |
| 2011年      | 27試合     | 4815万8398円 | 15位     | 優勝     |
| 2012年      | 26試合     | 1717万4960円 | 50位     | 6位      |
| 2013年      | 32試合     | 1782万5463円 | 51位     | 7位T     |
| 2014年      | 30試合     | 4013万9828円 | 25位     | 2位      |
| 2015年      | 31試合     | 2093万5333円 | 46位     | 8位T     |
| 2016年      | 33試合     | 2672万0220円 | 40位     | 7位T     |
| 2017年      | 33試合     | 3833万6612円 | 29位     | 2位T     |
| 2018年      | 32試合     | 2186万8358円 | 51位     | 5位T     |
| 2019年      | 34試合     | 1974万6213円 | 60位     | 5位T     |
| 2020-2021年 | 45試合     | 6555万8978円 | 28位     | 2位T     |

## LPGA米メジャー出場
2022年
6月宮里藍 サントリーレディスオープンゴルフトーナメント2位の副賞でAIG女子オープン選手権の出場権を獲得し8月の大会に海外メジャー初出場した。
| 年度 | シェブロン選手権 | 全米女子オープン | 全米女子プロ選手権 | エビアン選手権 | 全英女子オープン |
| ---- | ---------------- | ---------------- | ------------------ | -------------- | ---------------- |
| 2022 |                  |                  |                    |                | 予選落ち         |
| 2023 |                  |                  |                    |                |                  |

## 優勝記録
太字は公式戦
- 2006年 - プロミスレディスゴルフトーナメント（兵庫県・ウォーターヒルズゴルフ倶楽部）
- 2007年 - プロミスレディスゴルフトーナメント（兵庫県・マダムJゴルフ倶楽部）
- 2008年 - ゴルフ5レディスプロゴルフトーナメント（岐阜県・みずなみカントリー倶楽部）
- 2010年 - 日本女子プロゴルフ選手権大会コニカミノルタ杯（奈良県・グランデージゴルフ倶楽部）
- 2011年 - 富士通レディース（千葉県・東急セブンハンドレッドクラブ西コース）
- 2022年 - 大王製紙エリエールレディスオープン（愛媛県・エリエールゴルフクラブ松山）